# Agnes van Aquitanië (dochter van Willem VII)
Agnes van Aquitanië (1052 - na 1089) ook bekend als Agnes van Poitou, was hoogstwaarschijnlijk een dochter van Willem VII van Aquitanië en Ermesinde van Lotharingen. In 1054 huwde zij volgens sommige bronnen met koning Ramiro I van Aragón (-1063). In 1064 trouwde ze met graaf Peter I van Savoye (1048-1078). Uit dit huwelijk werden de volgende kinderen geboren:
- Agnes (1066/70]- na 1110)- in 1080 gehuwd met Frederik van Luxemburg,markgraaf van Susa (-1092)
- Alix ( - na 1099) gehuwd met markgraaf Bonifatius I van Vasto-Saluzzo (-1130).
- Berthe (1075 - 1011).